# Brassaiopsis elegans
Brassaiopsis elegans är en araliaväxtart som beskrevs av Henry Nicholas Ridley. Brassaiopsis elegans ingår i släktet Brassaiopsis och familjen Araliaceae. Inga underarter finns listade.